# تقی‌آباد (طبس)
تقی‌آباد روستایی در دهستان دستگردان بخش دستگردان شهرستان طبس استان خراسان جنوبی ایران است.

## جمعیت
بر پایه سرشماری عمومی نفوس و مسکن در سال ۱۳۹۵ جمعیت این روستا کمتر از ۳ خانوار بوده‌است.